# Смеловский сельсовет
Смело́вский сельсове́т — упразднённое сельское поселение в Октябрьском районе Амурской области.
Административный центр — село Смелое.

## История
17 марта 2005 года в соответствии с Законом Амурской области № 457-ОЗ муниципальное образование наделено статусом сельского поселения.
Законом Амурской области от 7 мая 2015 года № 535-ОЗ,
Королинский и Смеловский сельсоветы объединены в Королинский сельсовет.

## Население
| 2002 | 2010 | 2011 | 2012 | 2013 | 2014 | 2015 |
| ---- | ---- | ---- | ---- | ---- | ---- | ---- |
| 353  | ↘175 | ↘174 | ↘168 | ↘166 | ↘161 | ↘147 |

## Состав сельского поселения
| № | Населённый пункт | Тип населённого пункта       | Население |
| - | ---------------- | ---------------------------- | --------- |
| 1 | Беляковка        | село                         | →11       |
| 2 | Смелое           | село, административный центр | ↗128      |
| 3 | Ясная Поляна     | село                         | ↘2        |